# بلیک گریگوریان
بلیک گریگوریان (انگلیسی: Blake Krikorian; زاده ۱۸ اوت ۱۹۶۷ – درگذشته ۳ اوت ۲۰۱۶) مهندس، و کارآفرین ارمنی‌تبار اهل ایالات متحده آمریکا و بنیانگذار شرکت رسانه‌ای اسلینگ بود.

## زندگینامه و تحصیلات
گریگوریان در یک خانواده ارمنی آمریکایی متولد شد، بزرگترین پسران خانواده گری گریگوریان و جویس گریگوریان (نی سرابیان) بودند. گریگوریان فارغ‌التحصیل دبیرستان مونتاین‌ویو کالیفرنیا بود و در سال ۱۹۸۹ موفق به کسب مدرک لیسانس مهندسی مکانیک از دانشگاه کالیفرنیا، لس آنجلس شد. گریگوریان در هنگام دبیرستان شناگر و بازیکن واترپلو بود و در سال ۱۹۸۵ برای تیم ملی نوجوانان واترپلو آمریکا انتخاب شد. او بین سال‌های ۱۹۸۶تا ۱۹۸۹درتیم واترپلو بروئینز دانشگاه ایالتی کالیفرنیا بازی می‌کرد.